# Helmut Rizy
Helmut Rizy (* 4. Oktober 1943 in Linz) ist ein österreichischer Schriftsteller.
Kindheit und Jugend verbrachte er in Bad Leonfelden und Linz, anschließend studierte Rizy Germanistik und Philosophie in Wien. Nebenbei arbeitete er als Journalist. Von 1965 bis 1968 hielt sich Rizy in Israel auf. Danach war er als Redakteur bei verschiedenen Zeitungen tätig, u. a. bei der Volksstimme. Er ist mit der Schriftstellerin Judith Gruber-Rizy verheiratet und lebt in Wien und Oberösterreich.

## Werke
- Hasenjagd im Mühlviertel. Roman, Bibliothek der Provinz, Weitra 1995, ISBN 3-85252-072-X; Wien 2008, Neuedition, ISBN 978-3-902157-40-9.
- Schweigegeld. Roman, Bibliothek der Provinz, Weitra 1997, ISBN 3-85252-163-7.
- Andreas Kiesewetters Arbeitsjournal. Roman, Bibliothek der Provinz, Weitra 2001, ISBN 3-85252-422-9.
- Ahasver kehrt zurück. Roman, St. Wolfgang, Wien 2008, ISBN 978-3-902157-51-5.
- Im Maulwurfshügel. Roman, Bibliothek der Provinz, Weitra 2013, ISBN 978-3-99028-221-2.
- Herbstzeitlose. Roman, Wieser Verlag, Klagenfurt 2018, ISBN 978-3-99029-291-4.
- Das Messer. Erzählungen 1959–1999, Bibliothek der Provinz, Weitra 2018, ISBN 978-3-99028-656-2.

## Auszeichnungen und Ehrungen
- 1993 Max-von-der-Grün-Preis 1. Preis
- 1994 Theodor-Körner-Preis